# Semana de Três Dias
A Semana de Três Dias foi uma das várias medidas introduzidas no Reino Unido pelo governo conservador na época para conservar eletricidade, cuja geração foi severamente restringida devido aos efeitos da crise do petróleo de 1973-1974 no transporte e na inflação. Posteriormente, protestos dos mineiros de carvão agravaram os eventos.
A partir de 1º de janeiro de 1974, os usuários comerciais de eletricidade foram limitados ao consumo de três dias consecutivos especificados por semana e proibidos de trabalhar mais horas nesses dias. Os serviços considerados essenciais (por exemplo, hospitais, supermercados e impressoras de jornais) estavam isentos. As emissoras de televisão foram obrigadas a interromper a transmissão às 22h30 durante a crise para economizar eletricidade, embora essa restrição tenha caído após a convocação de uma eleição geral. As restrições da Semana de Três Dias foram suspensas em 7 de março de 1974, mesmo mês em que terminou a crise do petróleo.

## Contexto
Ao longo da década de 1970, a economia britânica foi afetada por altas taxas de inflação. Para resolver isso, o governo limitou os aumentos salariais do setor público e promoveu publicamente um nível claramente limitado para o setor privado. Isso causou agitação entre os sindicatos, pois os salários não acompanharam os aumentos de preços. Isso se estendeu à maioria das indústrias, incluindo a mineração de carvão, que fornecia a maior parte do combustível do país e tinha um sindicato poderoso.
Em meados de 1973, a National Union of Mineworkers (NUM) - formada por uma força de trabalho que trabalhava quase inteiramente para a National Coal Board (NCB)- estava se tornando mais militante com a eleição de Mick McGahey como vice-presidente. A conferência nacional aprovou resoluções para um aumento salarial de 35%, independentemente de quaisquer diretrizes do governo, e para a eleição de um governo trabalhista comprometido com a "verdadeira política socialista", incluindo a nacionalização da terra e todos os monopólios importantes.
Com o aumento da inflação, os salários dos mineiros caíram em termos reais e, em outubro de 1973, os salários médios eram 2,3% mais baixos do que o recomendado pelo Wilberforce Inquiry, que monitorava os salários dos mineiros em 1972. Em novembro de 1973, o comitê executivo nacional da NUM rejeitou a oferta de pagamento da NCB e realizou uma votação nacional em uma greve. A votação foi rejeitada por 143.006 a 82.631. No entanto, uma proibição de horas extras foi implementada com o objetivo de reduzir a produção pela metade. Esta ação prejudicou a indústria do carvão e foi impopular entre a mídia britânica, embora o Trades Union Congress apoiasse as ações do NUM.

## A semana de três dias
Na década de 1970, a maior parte da eletricidade do Reino Unido era produzida por usinas a carvão. Para reduzir o consumo de eletricidade e, assim, conservar os estoques de carvão, o primeiro-ministro conservador, Edward Heath, anunciou uma série de medidas em 13 de dezembro de 1973, incluindo a Ordem de Trabalho de Três Dias, que entrou em vigor à meia-noite de 31 de dezembro. O consumo comercial de eletricidade seria limitado a três dias consecutivos por semana.
Os objetivos de Heath eram a continuidade e sobrevivência dos negócios e evitar mais inflação e uma crise cambial. Em vez de correr o risco de um desligamento total, o tempo de trabalho foi reduzido para prolongar a vida útil dos estoques de combustível disponíveis. As transmissões de televisão deveriam encerrar às 22h30 todas as noites, e a maioria dos pubs fechava; devido aos picos de energia gerados às 22:30, a Central Electricity Generating Board defendeu um desligamento escalonado na BBC e ITV, alternando todas as noites, e isso foi eventualmente introduzido. As restrições à transmissão televisiva foram introduzidas em 17 de dezembro de 1973, suspensas no período de Natal e Ano Novo e suspensas em 8 de fevereiro de 1974.

## Voto de greve
Em 24 de janeiro de 1974, 81% dos membros da NUM votaram pela greve, tendo rejeitado a oferta de um aumento salarial de 16,5%. Em contraste com as divisões regionais de outras greves, todas as regiões da NUM votaram majoritariamente a favor da ação de greve. A única área que não o fez foi a seção Colliery Officials and Staff Association (COSA). Alguns funcionários administrativos aderiram a outro sindicato, a APEX, para se distanciar da crescente militância da NUM. Os membros da APEX não entraram em greve, o que gerou ressentimento entre os membros da NUM.
Após a votação, especulou-se que o exército seria usado para transportar carvão e abastecer as usinas. Michael McGahey, um líder de mineiros escocês, convocou um discurso para que o exército desobedecesse às ordens e permanecesse no quartel ou participasse de piquetes, caso fosse solicitado a interromper a greve. Em resposta, 111 parlamentares trabalhistas assinaram uma declaração para condenar McGahey. Ele respondeu "Você não pode cavar carvão com baionetas."

### Resultados por área da NUM
Retirado de Douglass, David John (2005). Strike, not the end of the story. National Coal Mining Museum for England. Overton, Yorkshire, UK: [s.n.]
| Área/Grupos              | Votos totais | Votos a favor da greve | % do total de votos | Votos contra a greve | % do total de votos |
| ------------------------ | ------------ | ---------------------- | ------------------- | -------------------- | ------------------- |
| Yorkshire                | 54,570       | 49,278                 | 90.30               | 5,292                | 9.70                |
| Nottinghamshire          | 28,284       | 21,801                 | 77.08               | 6,483                | 22.92               |
| South Wales              | 26,901       | 25,058                 | 93.12               | 1,843                | 6.85                |
| Durham                   | 17,341       | 14,862                 | 85.70               | 2,479                | 14.30               |
| C.O.S.A.                 | 15,368       | 6,066                  | 39.47               | 9,302                | 60.53               |
| Escócia                  | 16,587       | 14,497                 | 87.40               | 2,090                | 12.60               |
| Midlands (West)          | 12,309       | 9,016                  | 73.25               | 3,293                | 26.75               |
| Derbyshire               | 10,679       | 9,242                  | 86.54               | 1,437                | 13.46               |
| North-West               | 8,637        | 7,084                  | 82.02               | 1,553                | 17.98               |
| Northumberland           | 8,420        | 7,075                  | 84.03               | 1,345                | 15.97               |
| Durham mechanics         | 5,937        | 4,590                  | 77.31               | 1,347                | 22.69               |
| Group no 2 (Scotland)    | 4,834        | 3,929                  | 81.28               | 905                  | 18.72               |
| Cokemen                  | 4,583        | 3,076                  | 67.12               | 1,507                | 32.88               |
| Power Group              | 3,981        | 2,239                  | 56.24               | 1,742                | 43.76               |
| South Derbyshire         | 2,604        | 1,827                  | 70.16               | 777                  | 29.84               |
| Leicestershire           | 2,519        | 1,553                  | 61.65               | 966                  | 38.35               |
| Kent                     | 2,360        | 2,117                  | 89.70               | 243                  | 10.30               |
| Northumberland mechanics | 2,191        | 1,816                  | 82.88               | 375                  | 17.12               |
| North Wales              | 1,200        | 952                    | 79.33               | 248                  | 20.67               |
| Power group no 2         | 1,164        | 681                    | 58.51               | 483                  | 41.49               |
| Durham enginemen         | 896          | 543                    | 60.60               | 353                  | 39.40               |
| Cumberland               | 800          | 775                    | 88.07               | 105                  | 11.93               |
| Yorkshire enginemen      | 370          | 316                    | 85.41               | 54                   | 14.59               |
| Total                    | 232,615      | 188,393                | 80.99               | 44,222               | 19.01               |

## Convocação de eleições
A greve começou oficialmente em 5 de fevereiro e, dois dias depois, Heath convocou as eleições gerais de fevereiro de 1974 com a Semana de Três Dias ainda em vigor. Seu governo enfatizou a disputa salarial com os mineiros e usou o slogan "Quem governa a Grã-Bretanha?" . Heath acreditava que o público estava do lado dos conservadores nas questões de greves e poder sindical.
Em 21 de fevereiro de 1974, o Conselho de Pagamentos do governo relatou que o pedido de pagamento dao NUM estava dentro do sistema da Fase 3 para reivindicações e retornaria os salários dos mineiros aos níveis recomendados pelo Inquérito Wilberforce em 1972.

## Piquetes
Houve alguma violência nas linhas de piquete dos mineiros durante a greve não oficial de 1969 e a greve oficial de 1972. Ciente dos danos que poderiam ser causados às perspectivas eleitorais do Partido Trabalhista pela cobertura da violência nos piquetes pela mídia, a NUM instituiu controles rígidos sobre os piquetes. Os piquetes tiveram que usar braçadeiras dizendo "piquete oficial" e tiveram que ser autorizados pelas áreas. Ao contrário de 1972, estudantes foram desencorajados a se juntar aos piquetes dos mineiros. Cada linha de piquete teve que ser autorizada pela área local da NUM com um piqueteiro chefe para garantir que nenhuma violência ocorresse.

## Meios de comunicação
A maioria da mídia se opôs fortemente à greve da NUM. Uma exceção foi o Daily Mirror, que fez uma campanha emocionante para apoiar a NUM. Sua edição no dia das eleições de 1974 exibia centenas de cruzes em sua primeira página para representar os mineiros que morreram desde a nacionalização em 1947, acompanhadas pela mensagem: “Antes de usar sua cruz, lembre-se dessas cruzes”.

## Resultado da eleição
A eleição resultou em um parlamento travado: o Partido Conservador obteve a maior parte dos votos, mas perdeu a maioria parlamentar, com o Trabalhismo tendo a maioria dos assentos na Câmara dos Comuns. Nas negociações que se seguiram, Heath não conseguiu garantir apoio parlamentar suficiente de parlamentares dos partidos Liberal e Unionista; e Harold Wilson voltou ao poder em um governo de minoria. A semana normal de trabalho foi restaurada em 8 de março, mas outras restrições ao uso de energia elétrica permaneceram em vigor. Uma segunda eleição geral foi realizada em outubro de 1974, cimentando a administração trabalhista, que obteve a maioria por três cadeiras.
O novo governo trabalhista aumentou os salários dos mineiros em 35% imediatamente após a eleição de fevereiro de 1974. Em fevereiro de 1975, um novo aumento de 35% foi alcançado sem qualquer ação industrial.

Na campanha para as eleições gerais de 1979, após o inverno do descontentamento que se iniciava naquele ano, o Partido Trabalhista lembrou os eleitores da Semana de Três Dias, com um pôster mostrando uma vela acesa e trazendo o slogan "Lembra-se da última vez que os Conservadores disseram que tinham todas as respostas?".